# Philippe Caroit
Philippe Caroit (Parigi, 29 settembre 1959) è un attore francese.

## Biografia
Caroit è nato a Parigi, quarto di sette figli. Durante l'adolescenza ha iniziato a sviluppare la passione per i viaggi, la scoperta di nuovi luoghi e l'incontro con nuove persone, che gli ha fatto imparare diverse lingue straniere.
Terminati gli studi, inizia a studiare medicina, seguendo le orme del padre. Al terzo anno di studi entra al Conservatorio di Montpellier, dove scopre la sua passione per il teatro. Tornato a Parigi, continua a studiare parallelamente medicina e teatro. Al sesto anno di medicina, mentre lavora in un ospedale del 14º arrondissement di Parigi, decide di abbandonare gli studi per dedicarsi completamente alla carriera di attore, entrando a far parte del Théâtre de Soleil di Ariane Mnouchkine.

### Carriera
Il suo primo ruolo cinematografico è nel film "La Femme de l'aviateur" ("La moglie dell'aviatore") diretto da Eric Rohmer nel 1981. L'anno successivo debutta in televisione in "Les ombres" di Jean Claude Brisseau. A questi sono seguiti più di 100 ruoli in film francesi e stranieri per il cinema e la televisione di tutto il mondo, dato che Caroit parla anche inglese, tedesco, italiano e spagnolo. Nel 1999 ha diretto il suo primo cortometraggio "Faire-part" con Christine Murillo, Antoine Dulery e Caroline Tresca.
Al di fuori del cinema e della televisione, Caroit continua a recitare in teatro. Tra i suoi ruoli figurano Gesù in "Un homme nomme Jesus" ("Un uomo chiamato Gesù" al Palais des Sports di Parigi; lo spettacolo è entrato nel Guinness dei primati per aver battuto tutti i record di presenze) e Seznec in "Seznec", entrambi con Robert Hossein o Marc in "La Societe des Loisirs", una commedia scritta da François Archambault, da lui adattata.
Caroit ha scritto e adattato sceneggiature per il teatro ("La Societe de Loisirs" e "Tu Te Souviendras de Moi"), la televisione ("Le Mystere des Carpates" per la serie televisiva Cancoon) e il cinema ("Faire-part"). Il suo progetto più recente è "Paillettes" (precedentemente “Le Chapon”).
“La maledizione della lumaca” (fr: "La malediction de l'escargot"), il suo primo romanzo, è stato pubblicato da Anne Carrière nel novembre 2020. L'edizione tascabile del libro è disponibile a partire da giugno 2023 (pubblicato da Bonneton).

## Vita privata
Caroit ha una figlia, Blanche, avuta dal matrimonio con Caroline Tresca. Dal dicembre 2022 è anche padre di un bambino di nome Lucien.
Nel tempo libero, Caroit ama dipingere, le sue opere sono influenzate dall'espressionismo tedesco, dal fauvismo e da Les Nabis.

## Filmografia

### Cinema
- 1981 : La Femme de l'aviateur (regia di Éric Rohmer)
- 1982 : Enigma (regia di Jeannot Szwarc)
- 1983 : Liberty belle (regia di Pascal Kané)
- 1984 : Par où t'es rentré ? On t'a pas vu sortir (regia di Philippe Clair)
- 1986 : Deux enfoirés à Saint-Tropez (regia di Max Pécas)
- 1987 : La Rumba (regia di Roger Hanin)
- 1987 : En toute innocence (regia di Alain Jessua)
- 1988 : In extremis (regia di Olivier Lorsac)
- 1989 : Cher frangin (regia di Gérard Mordillat)
- 1991 : Milena (regia di Véra Belmont)
- 1992 : Les Eaux dormantes (regia di Jacques Tréfouël)
- 1993 : Vortice mortale (regia di Ruggero Deodato)
- 2000 : Les Savates du bon Dieu (regia di Jean-Claude Brisseau)
- 2006 : Come le formiche (regia di Ilaria Borrelli)
- 2006 : Je pense à vous (regia di Pascal Bonitzer)
- 2008 : Les Randonneurs à Saint-Tropez (regia di Philippe Harel)
- 2009 : Tricheuse (regia di Jean-François Davy)
- 2013 : Retour à la vie (regia di Ilaria Borrelli)
- 2014 : Valentin Valentin (regia di Pascal Thomas)
- 2017 : Vive la crise (regia di Jean-François Davy)
- 2017 : L'Orage Africain - Un continent sous influence (regia di Sylvestre Amoussou)
- 2018 : Moi et le Che (regia di Patrice Gautier)
- 2019 : Maria, Regina României (regia di Alexis Cahill)
- 2021 : And he said yes (regia di Gintare Parulyte)
- 2023 : Ténèbres (regia di Clément Poirier)

### Televisione
- 1981 : Télévision de chambre – Episodio: Les ombres (regia di Jean-Claude Brisseau)
- 1982 : Les Secrets de la princesse de Cadignan (regia di Jacques Deray)
- 1982 : Marion - Episodio: Qui trop efface (regia di Jean Pignol)
- 1983 : Les beaux quartiers (regia di Jean Kerchbron)
- 1985 : Le Diable dans le bénitier (regia di Jean L'Hôte)
- 1986 : Série rose - Episodio: Le Libertin de qualité (regia di Juan Luis Buñuel)
- 1986 : Série noire – Episodio: La nuit du flinguer (regia di Pierre Grimblat)
- 1988 : Melba (regia di Roger McDonald)
- 1988 : Sueurs froides – Episodio: Coup de pouce (regia di Josée Dayan)
- 1989-1990 : V comme vengeance (diferentes directores)
- 1989-1991 : Coplan (registi diversi)
- 1992 : Missione d'amore (regia di Dino Risi)
- 1992 : Counterstrike – Episodio: The Sting (regia di René Bonnière)
- 1993 : Les Grandes Marées (regia di Jean Sagols)
- 1993 : El Siglo de las luces (regia di Humberto Solás)
- 1995 : Le grand feu (regia di Fabrizio Costa)
- 1995-2001 : Les Bœuf-carottes (registi diversi)
- 1993-1994 : Cancoon (regia di Jean Sagols e Paolo Barzman)
- 1999 : Tramontane (regia di Henri Helman)
- 1999 : L'Immortelle (regia di Georges Mendeluk)
- 2000 : La tribu de Zoé (regia di Pierre Joassin)
- 2001 : Méditerranée (regia di Henri Helman)
- 2002 : Il bello delle donne – Episodio: Marzo-madre e figlia (regia di Luigi Parisi)
- 2003 : Le Bleu de l'océan (regia di Didier Albert)
- 2003 : Une femme si parfaite (regia di Bernard Uzan)
- 2003 : Spooks/MI-5 – Episodio: Clear Skin (regia di Ciaran Donnelly)
- 2004 : Imperium: Nero (regia di Paul Marcus)
- 2005 : Un transat pour huit (regia di Pierre Joassin)
- 2005 : Trois femmes… un soir d'été (regia di Sébastien Grall)
- 2005 : Sauveur Giordano (regia di Klaus Biedermann)
- 2005 : La Voie de Laura (regia di Gérard Cuq)
- 2005 : Trois femmes flics (regia di Philippe Triboit)
- 2006 : Joséphine, ange gardien - Episodio: La couleur de l'amour (regia di Laurent Levy)
- 2007 : Chassé croisé amoureux (regia di Gérard Cuq)
- 2007-2010 : RIS police scientifique (registi diversi)
- 2011 : Camping Paradis - Episodio: Miracle au camping (regia di Philippe Proteau)
- 2011 : Merci Patron (regia di Pierre Joassin)
- 2011 : Commissaire Magellan - Episodio: Mort subite (regia di Etienne Dhaene)
- 2012 : Toussaint Louverture (regia di Philippe Niang)
- 2013 : Joséphine, ange gardien - Episodio: En roue Libre (regia di Philippe Proteau)
- 2014 : Die Staatsaffäre (regia di Michael Rowitz)
- 2014 : Crimes et botanique - Episodio: Le Jardin des papillons noirs (regia di Bruno Garcia)
- 2015 : Meurtres à La Rochelle (regia di Étienne Dhaene)
- 2016 : Mallory (regia di François Guérin)
- 2017 : Camping Paradis - Episodio: Miss Camping (regia di Marwen Abdallah)
- 2017 : Le Prix de la vérité (regia di Emmanuel Rigaut)
- 2017-2020 : Über die Grenze (regia di Michael Rowitz)
- 2017 : Munch (regia di Nicolas Guicheteau)
- 2018-2020 : Crimes Parfaits (registi diversi)
- 2019 : La Malédiction du volcan (regia di Marwen Abdallah)
- 2020 : Meurtres à Cayenne (regia di Marc Barrat)
- 2022 : Cassandre - Episodio: Les régates (regia di Eric Le Roux)
- 2024: Parizot (regia di Nicolas Copin)
- 2024: À qui profite le doute ? (regia di Stéphanie Tchou-Cotta)
- 2025: Meurtres à Saint-Martin (regia di François Guérin)
- 2025: Les Mystères des grottes du Régulus (regia di Lorie Pester)